# Plumaugat
Plumaugat är en kommun i departementet Côtes-d'Armor i regionen Bretagne i nordvästra Frankrike. Kommunen ligger i kantonen Caulnes som tillhör arrondissementet Dinan. År 2022 hade Plumaugat 1 156 invånare.

## Befolkningsutveckling
Antalet invånare i kommunen Plumaugat
Referens:INSEE